# Gymnostomum hornschuchianum
Gymnostomum hornschuchianum là một loài rêu trong họ Pottiaceae. Loài này được (Hook.) Nees & Hornsch. mô tả khoa học đầu tiên năm 1823.